# Brynjólfur Willumsson
Brynjólfur Willumsson, né le 12 août 2000 à Kópavogur en Islande, est un footballeur international islandais, qui évolue au poste d'avant-centre à Groningue.

## Biographie

### En club
Né à Kópavogur en Islande, Brynjólfur Willumsson est formé par le club de sa ville natale, le Breiðablik Kópavogur, avec lequel il fait ses débuts au plus haut niveau. Le 24 novembre 2017, il signe son premier contrat professionnel avec son club formateur.
Il joue son premier match le 13 juin 2018, lors d'une rencontre de championnat face au Fylkir Reykjavik. Il entre en jeu à la place de Sveinn Aron Guðjohnsen et son équipe l'emporte par deux buts à zéro.
Il joue son premier match de coupe d'Europe le 11 juillet 2019, à l'occasion d'une rencontre qualificative pour la phase de groupe de la Ligue Europa face au FC Vaduz (0-0 score final).
Le 9 mars 2021, Brynjólfur Willumsson rejoint la Norvège pour s'engager en faveur du Kristiansund BK. 
Il joue son premier match sous ses nouvelles couleurs le 9 mai 2021, lors de la première journée de la saison 2021 d'Eliteserien contre le Molde FK. Il entre en jeu à la place de Flamur Kastrati lors de cette rencontre perdue par son équipe sur le score de deux buts à zéro.
Le 24 juillet 2021, Willumsson se fait remarquer en réalisant le premier triplé de sa carrière, lors d'une rencontre de coupe de Norvège face au Volda TI. Titularisé, il délivre également une passe décisive pour Amidou Diop (en) en plus de ses trois buts, étant ainsi impliqué sur la totalité des buts de son équipe, qui s'impose après prolongations ce jour-là (2-4 score final),.
Le 27 juin 2024, Brynjólfur Willumsson rejoint les Pays-Bas afin de s'engager en faveur du FC Groningue, tout juste de retour en première division. Il signe un contrat de trois ans, soit jusqu'en juin 2027, avec une année supplémentaire en option,.

### En sélection
Brynjólfur Willumsson joue son premier match avec l'équipe d'Islande espoirs le 22 mars 2019, lors d'une rencontre amicale face à la Tchéquie. Il entre en jeu à la place de Willum Þór Willumsson et les deux équipes se neutralisent (1-1 score final).

## Vie privée
Brynjólfur Willumsson est le fils de Willum Þór Þórsson (en), ancien footballeur professionnel devenu entraîneur. Il est également le frère de Willum Þór Willumsson, lui aussi footballeur. En 2020 il change de nom. Jusqu'ici appelé Brynjólfur Darri Willumsson, qui est celui utilisé sur les feuilles de matchs, il opte désormais pour Brynjólfur Andersen Willumsson mais est plus couramment appelé Brynjólfur Willumsson.